# Now Is the Hour
Now Is the Hour è il decimo album in studio della cantante statunitense Jennifer Rush, pubblicato nel 2010. 

## Tracce
1. Dream Awake – 3:39
2. Betcha Never – 3:07
3. Windows – 4:08
4. Down on My Knees – 3:15
5. Head Above Water – 3:54
6. I Never Asked for an Angel – 4:21
7. Echoes Love – 3:37
8. I'm Not Dreaming Anymore – 3:23
9. Now Is the Hour – 3:26
10. Like I Would for You – 3:36
11. Before the Dawn – 3:48
12. Eyes of a Woman – 3:51
13. Just This Way – 3:53
14. Ain't Loved You Long Enough – 2:55
15. Still – 4:08